# The Crew 2
The Crew 2 es un videojuego de conducción desarrollado por Ubisoft Ivory Tower y distribuido por Ubisoft, siendo la secuela del videojuego The Crew de 2014. Su lanzamiento se produjo el 29 de junio de 2018, en las plataformas Microsoft Windows, PlayStation 4, Xbox One.

## Jugabilidad
El videojuego cuenta con mundo abierto que recrea a los Estados Unidos, al igual que The Crew. Como novedad, el jugador podrá conducir no sólo coches y motocicletas, sino también lanchas y aviones. Los modos de juegos que incluye son off-road, carreras callejeras, carreras profesionales y estilo libre. Similar al anterior juego, pondrá un gran énfasis en multijugador pero también contará con modo un jugador. También cuenta con un modo multijugador cooperativo, que permite a los jugadores unirse a los diferentes eventos. Este modo también se puede jugar solo contra las IAs (personajes no jugadores o inteligencia artificial).

## Desarrollo
En mayo de 2017, Ubisoft confirmó de forma oficial The Crew 2 para plataformas de nueva generación. El juego fue presentado en el E3 2017, confirmando su desarrollo para Microsoft Windows, PlayStation 4, Xbox One.
Ubisoft anunció la fecha de lanzamiento del videojuego el 29 de junio de 2018, mediante la publicación de un nuevo tráiler. Además, confirmó que el juego tendría soporte para las consolas PlayStation 4 Pro y Xbox One X.

## Recepción

### Crítica
The Crew 2 fue recibido con críticas mayormente positivas por parte de la prensa de videojuegos, consiguiendo una calificación promedio de 67 sobre 100, sumando las valoraciones de todas las plataformas en las que fue lanzado. La mejor calificación la ostenta en la consola Xbox One, con un promedio de 69% en base a 35 reseñas, y la peor en la consola PlayStation 4, con 64% en base a 53 análisis.